# Théodore Mosselman du Chenoy

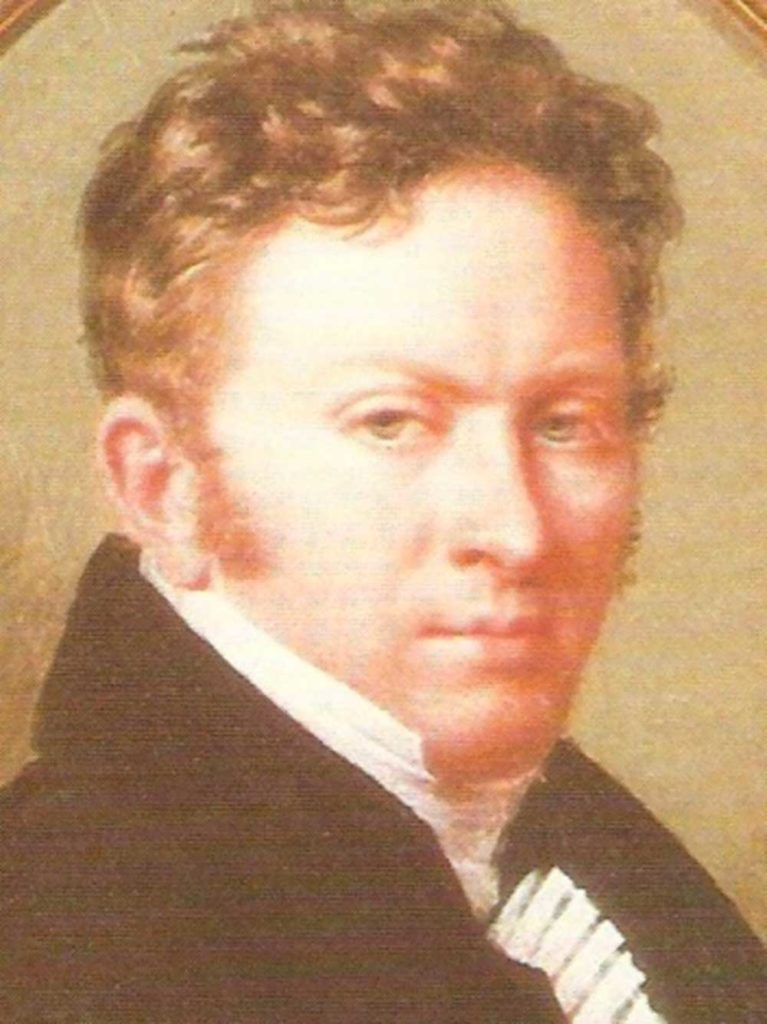

Théodore Jean Mosselman du Chenoy (Brussel, 20 november 1804 - Court-Saint-Étienne, 27 mei 1876) was een Belgisch bankier en senator.

## Biografie

### Familie
Théodore Mosselman du Chenoy was het enige kind van Corneille-François Mosselman (1753-1829) uit Brussel en Petronella Joanna Muts (1777-1807) uit Breda. Na het overlijden van zijn moeder werd hij opgenomen in het kroostrijke gezin van zijn oom François-Dominique Mosselman in Parijs.
Mosselman du Chenoy was pas negentien toen hij trouwde met zijn nicht Marie-Flore Mosselman (1800-1834), dochter van François-Dominique Mosselman. Ze kregen twee zoons die vroeg stierven: 
- Jules Mosselman (1824-1839)
- Léon-Marie Mosselman (1825-1843)

Zijn tweede huwelijk was in 1841 in Brussel met Isabelle Coghen (1822-1891), dochter van graaf Jacques Coghen, minister van Financiën, volksvertegenwoordiger, senator en gemeenteraadslid van Brussel. Ze kregen drie zoons en drie dochters:
- Isabelle Mosselman du Chenoy (1842-1876), trouwde in 1861 in Brussel met baron Auguste d'Anethan (1829-1906), gevolmachtigd minister en buitengewoon gezant, zoon van Jules d'Anethan, advocaat-generaal bij het hof van beroep van Brussel, minister, volksvertegenwoordiger, minister van Staat, burgemeester van Linkebeek, premier en voorzitter van de Senaat. Ze kregen drie zoons en een dochter, met afstammelingen tot heden.
- Théodore Mosselman du Chenoy (1843-1843)
- Armand Mosselman du Chenoy (1847-1893), die de eigendom 'Le Chenoy' erfde en verkocht, trouwde in 1867 met Euphémie Salvy (1847-1936). Ze kregen twee zoons en twee dochters, met afstammelingen tot heden.
- Paul Mosselman du Chenoy (1849-1895), trouwde in 1892 met Hélène-Laure Fraser (°1855). Ze kregen een zoon, Albert-Georges (°1881), maar de familietak doofde bij diens overlijden uit.
- Laura Mosselman du Chenoy (1851-1925), trouwde in 1877 in Brussel met Fulco Ruffo di Calabria (1848-1901), 5e hertog van Guardia Lombarda, 16e graaf van Sinopoli en burgemeester van Napels. Ze kregen twee zoons en een dochter, met afstammelingen tot heden. Ze waren de grootouders van koningin Paola.
- Henriette Mosselman du Chenoy (1855-1898), trouwde in 1873 in Brussel met burggraaf Bernard du Bus de Gisignies (1832-1917), senator en burgemeester van Oostmalle, zoon van burggraaf Bernard Amé du Bus de Gisignies, volksvertegenwoordiger, senator en natuurwetenschapper. Ze kregen een dochter, met afstammelingen tot heden.

Hij was een schoonbroer van Adile Eugène Mulle de ter Schueren en Augustin Licot.
Na een aantal jaren was de verstandhouding tussen het echtpaar zoek, met als gevolg dat Isabelle Coghen met haar dochters meestal in Brussel woonde en Théodore Mosselman meestal op het kasteel van Chenoy verbleef, waar hij ook overleed. Hij was noch atheïst noch vrijmetselaar, maar liet zich toch burgerlijk begraven.

### Loopbaan
Mosselman du Chenoy was beroepshalve bankier en van 1847 tot aan zijn dood liberaal senator voor het arrondissement Nijvel en gedurende een paar jaar vicevoorzitter van de Hoge Vergadering. Hij was in zijn tijd de meest belaste inwoner van de provincie Brabant. 
Hij erfde als enige zoon de eigendom Le Chenoy in Court-Saint-Étienne (ongeveer 400 ha, door hem uitgebreid tot 2.500 ha). Vanaf ca. 1850 voegde hij voor zichzelf en zijn familieleden 'du Chenoy' bij de familienaam. De eigendom (kasteel en ongeveer 950 ha) werd na zijn dood door zoon Armand verkocht aan de industrieel Gustave Boël (nadien eigendom van de familievennootschap nv Domanoy).